# Tridactyle armeniaca
Espèce
Synonymes
- Angorchis armeniaca (Lindl.) Kuntze[1]
- Angraecum armeniacum Lindl.[1]
- Angraecum whitfieldii Rendle[1]
- Sarcanthus armeniacus Rchb.f.[1]
- Tridactyle whitfieldii (Rendle) Schltr.[1]

Tridactyle armeniaca est une espèce de plantes de la famille des Orchidées et du genre Tridactyle, présente dans plusieurs pays d'Afrique tropicale : Guinée, Sierra Leone, Liberia, Ghana, Sao Tomé-et-Principe.